# Goyenga
Goyenga  est une commune rurale située dans le département de Gomboussougou de la province du Zoundwéogo dans la région Centre-Sud au Burkina Faso.

## Géographie
Goyenga est localisé à environ 12 km au sud-est de Gon Boussougou sur la route nationale 29 allant vers Zabré.

## Santé et éducation
Le centre de soins le plus proche de Goyenga est le centre de santé et de promotion sociale (CSPS) de Gon Boussougou tandis que le centre médical (CMA) le plus proche se trouve à Manga.